# Архимандрит Рафаило (Калик)
Рафаило Калик (Скрадин код Шибеника, 14. децембар 1940) архимандрит је Српске православне цркве и старешина Манастира Мораче.

## Биографија
Архимандрит Рафаило (Калик) рођен је 14. децембара 1940. године у Скрадину код Шибеника, од побожних и честитих родитеља. Основну школу завршио је у родном месту.
Завршио је Монашку школу у Манастиру Острогу, 1964. године. Замонашио се 4. августа 1964. године у Манастиру Острогу, од стране митрополита црногорско-приморскога Данила Дајковића добивши монашко име Рафаило. Рукоположен за јерођакона и јеромонаха 10. јануара 1965. године. Настојатељ Манастира Морача је постаје од 1. јануара 1982. године након упокојења игумана манастира Максимилијана Бицискога.
Одликован је звањем архимандрита од архиепископа цетињског митрополита црногорско-приморског др Амфилохија Радовића 28. августа 2007. године. Дана 27. новембра 2021. године прославио је свој јубилеј 40. година откада је игуман Манастира Мораче.